# Ley de Frank-Starling

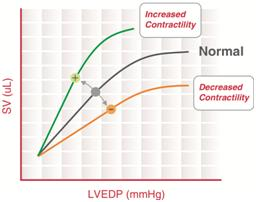
Curva de Frank-Starling.

En cardiología, la ley de Frank-Starling (también llamado, mecanismo de Frank-Starling) establece que el corazón posee una capacidad intrínseca de responder a volúmenes crecientes de flujo sanguíneo, es decir, cuanto más se llena de sangre un ventrículo durante la diástole, mayor será el volumen de sangre expulsado durante la subsecuente contracción sistólica.
Esto significa que la fuerza de contracción aumentará a medida que corazón es llenado con mayor volumen de sangre y ello es consecuencia directa del efecto que tiene el incremento de carga sobre la fibra muscular. Dicho aumento de la carga en el ventrículo, estira al miocardio e intensifica la afinidad que tiene la troponina C por el calcio, aumentando así la fuerza contráctil. La fuerza generada por cada fibra muscular es proporcional a la longitud inicial del sarcómero (conocida como precarga), y el estiramiento de cada fibra individual se relaciona con el volumen diastólico final del ventrículo. En el corazón humano, la fuerza máxima es generada con una longitud inicial del sarcómero de 2,2 micrómetros, una longitud que es rara vez excedida en condiciones normales. Si la longitud inicial del sarcómero es mayor o menor que esta medida óptima, la fuerza del músculo será menor debido a una menor sobreposición de los filamentos delgados y gruesos, en el caso de una longitud inicial mayor; y lo contrario, una excesiva sobreposición de los filamentos en los casos de una longitud menor.
Esto puede verse de manera más dramática en el caso de una contracción ventricular prematura, que causa un vaciado prematuro del ventrículo izquierdo (V I) a la aorta. Debido a que la siguiente contracción ventricular vendrá en su tiempo correspondiente, el tiempo de llenado será ahora mayor, causando un aumento en el volumen diastólico final del V I. La ley de Frank-Starling predice que la siguiente contracción ventricular será de mayor fuerza, causando una eyección de volumen sanguíneo mayor de lo normal, lo que hace que el volumen sistólico final retorne a su nivel basal. 
Por ejemplo, durante una vasoconstricción, el volumen diastólico final aumenta, incrementando la precarga y el volumen de eyección, pues el corazón bombea lo que recibe. Ello es el caso de un miocardio sano, en la insuficiencia cardíaca, mientras más se dilate el miocardio, más débil se volverá su capacidad de bomba, revirtiendo luego a la ley de Laplace.
“Aumenta el retorno venoso y, por la ley de Frank Starling, aumenta el gasto cardíaco.” 

Trabajo cardiaco= Volumen Sistólico * Frecuencia cardiaca 
El volumen sistólico depende de 3 variables (pre carga, pos carga y contractilidad) con el aumento del retorno venoso, la variable que se ve afectada sería la precarga, la aumenta; Aumentando el volumen sistólico y aumentando el trabajo cardiaco, también conocido como volumen minuto cardiaco